# Petrella Tifernina
Petrella Tifernina es una localidad y comune italiana de la provincia de Campobasso, región de Molise, con 1.306 habitantes.

## Evolución demográfica
| Gráfica de evolución demográfica de Petrella Tifernina entre 1861 y 2001 |
|                                                                          |
| Fuente ISTAT - elaboración gráfica de Wikipedia                          |